# Libnotes (Laosa) suffalcata
Libnotes (Laosa) suffalcata is een tweevleugelige uit de familie steltmuggen (Limoniidae). De soort komt voor in het Australaziatisch gebied.